# Višnjeva (Sjenica)
Pour les articles homonymes, voir Višnjeva.
Višnjeva (en serbe cyrillique : Вишњева) est un village de Serbie situé dans la municipalité de Sjenica, district de Zlatibor. Au recensement de 2011, il comptait 32 habitants.

## Démographie
| 1948 | 1953 | 1961 | 1971 | 1981 | 1991 | 2002 | 2011 |
| ---- | ---- | ---- | ---- | ---- | ---- | ---- | ---- |
| 150  | 167  | 157  | 118  | 115  | 79   | 56   | 32   |

|  |